# Noreuil Australian Cemetery
Le Noreuil Australian Cemetery est un cimetière militaire de la Première Guerre mondiale situé sur le territoire de la commune de Noreuil, Pas-de-Calais.

## Localisation
Ce cimetière est situé rue de la Chapelle, au sud du village.

## Historique

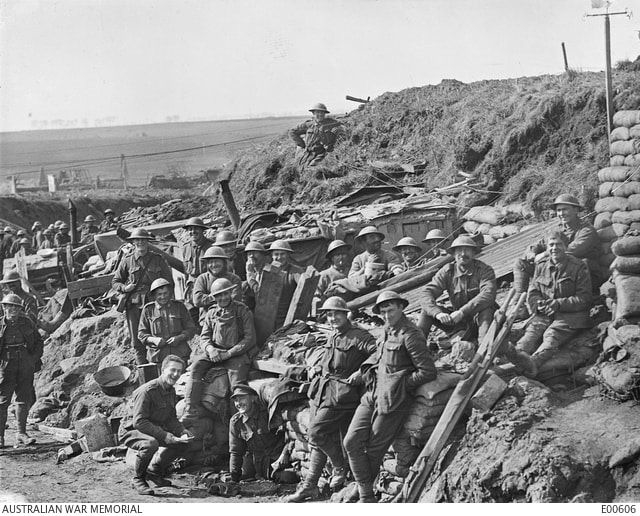
Les soldats australiens à Noreuil en 1917.

Le village de Noreuil a été occupé par les Allemands dès fin août 1914 et est resté loin du front jusqu'en mars 1917, date à laquelle il a été occupé par les forces du Commonwealth à la suite du retrait allemand sur la ligne Hindenburg. Le 15 avril 1917, Noreuil fut le théâtre d'un engagement féroce entre les troupes australiennes et les Allemands. Les nombreux soldats australiens victimes de ces combats reposent dans ce cimetière. Le village fut définitivement repris par les troupes britanniques en septembre 1918.

## Caractéristiques
Le cimetière australien fut créé début avril 1917 et utilisé jusqu'au mois de décembre suivant. Le cimetière australien de Noreuil comprend 244 sépultures du Commonwealth et les commémorations de la Première Guerre mondiale dont 28 sont non identifiées et 83 tombes détruites par des tirs d'artillerie sont représentées par des monuments commémoratifs spéciaux. Ces 83 soldats sont presque tous du 50e bataillon d'infanterie australien.

## Sépultures
| Pays        | Sépultures |
| ----------- | ---------- |
| Royaume-Uni | 62         |
| Australie   | 182        |
| Total       | 244        |

## Galerie

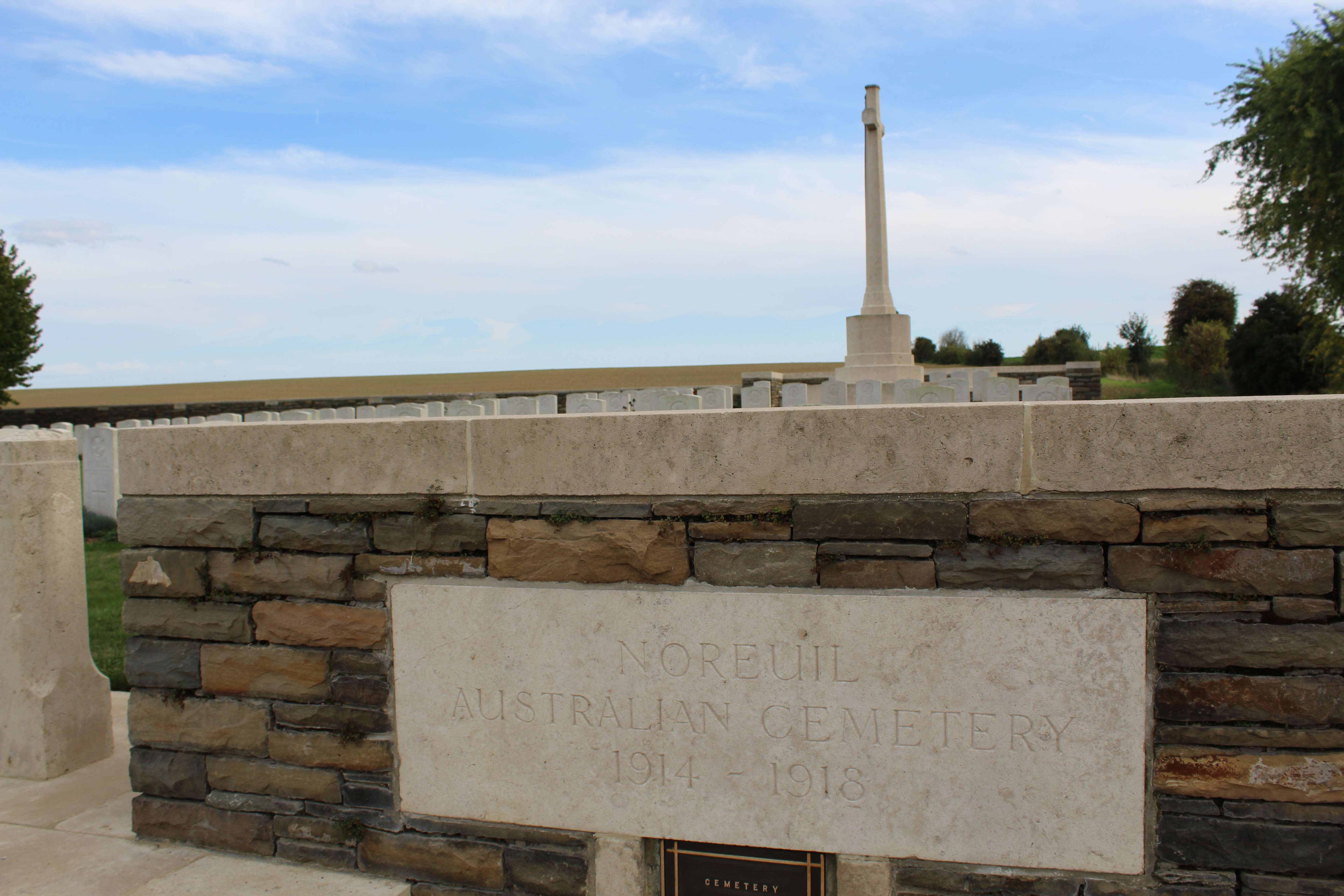
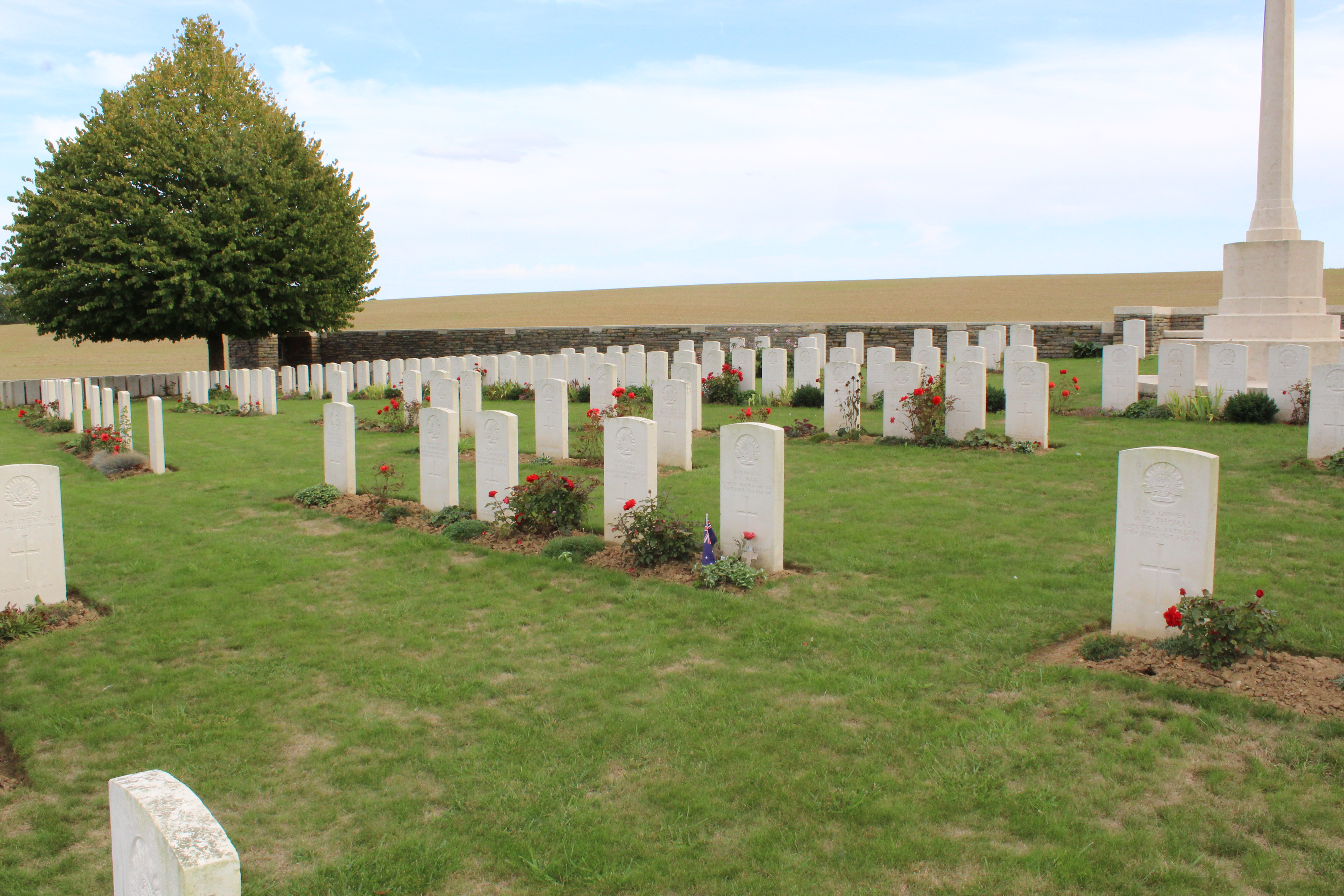
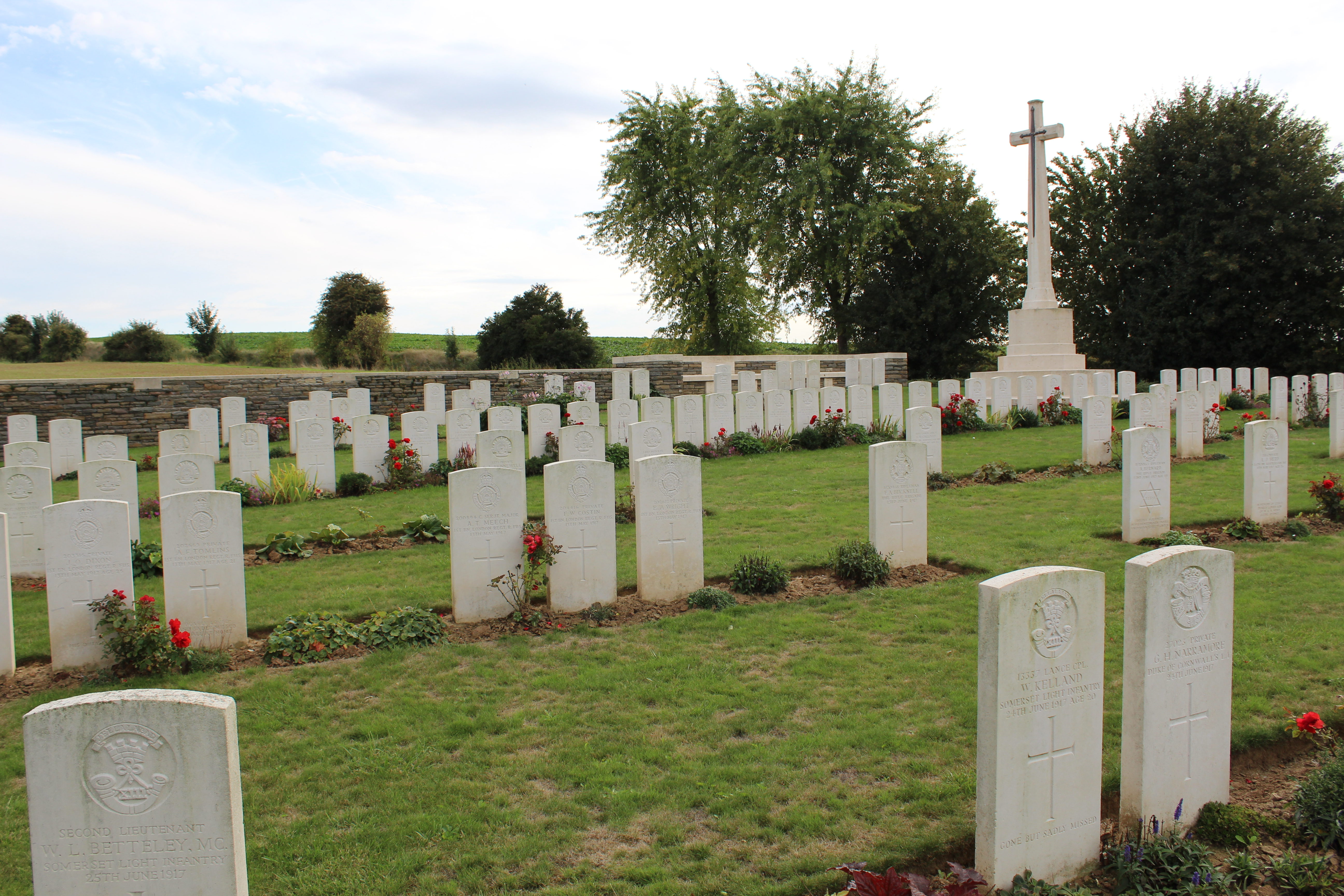
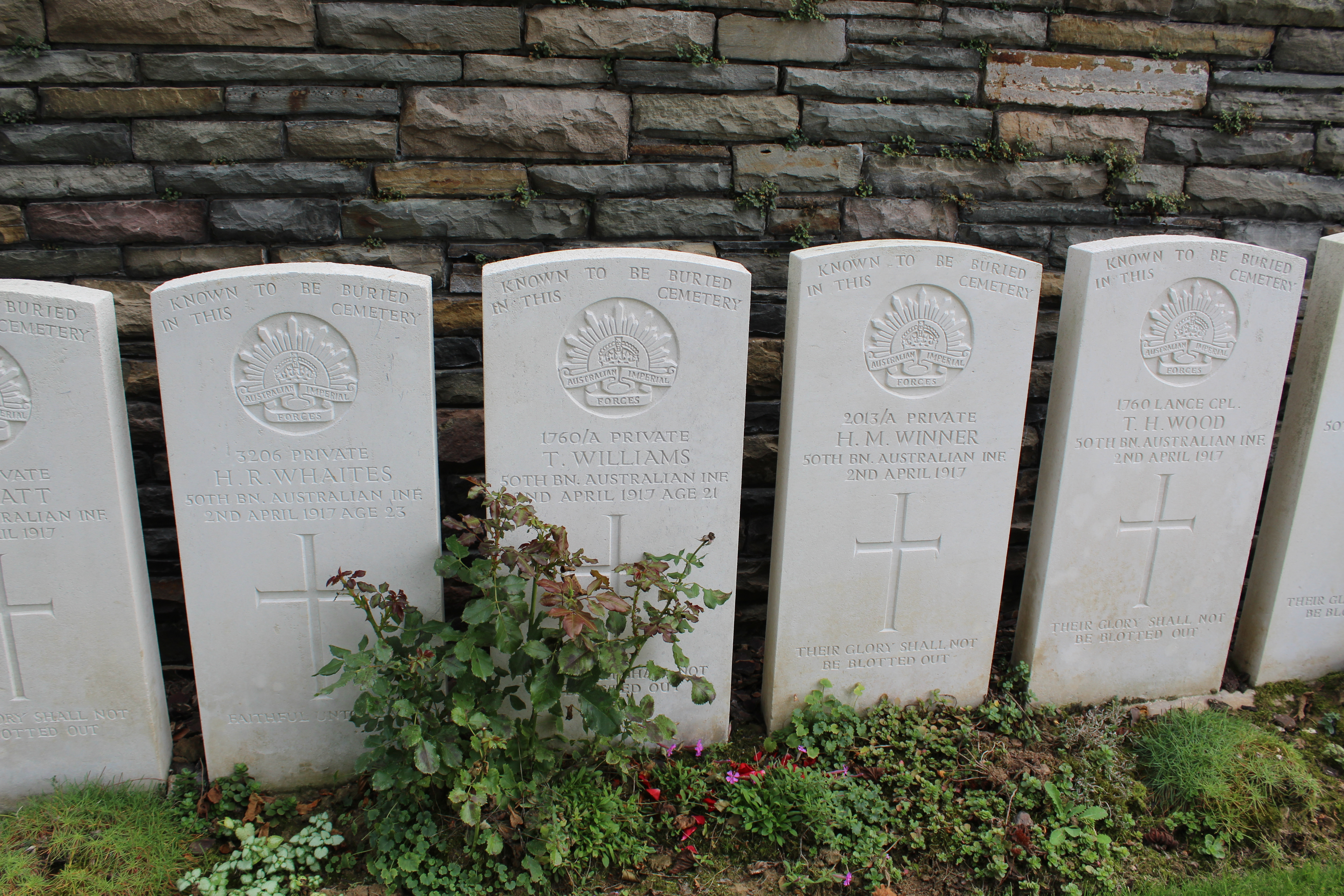
Tombes de soldats du 50e Bataillon Australien tombés le 2 avril 1918.

## Pour approfondir